# مايكروسوفت فورم
مايكروسوفت فورم (بالإنجليزية: Microsoft Forms)‏ هو برنامج لإنشاء استطلاعات عبر الإنترنت، وهو جزء من أوفيس 365. أُصدر بواسطة مايكروسوفت في يونيو 2016، تسمح فورمز للمستخدمين بإنشاء استطلاعات واختبارات باستخدام وضع العلامات التلقائي. يمكن تصدير البيانات إلى مايكروسوفت إكسل.
في عام 2019، أصدرت مايكروسوفت معاينة فورمز برو والتي تمنح المستخدمين القدرة على تصدير البيانات إلى لوحة معلومات مايكروسوفت باور بي آي.

## تصيد احتيالي واحتيال
نظرًا لموجة من هجمات التصيد الاحتيالي باستخدام مايكروسوفت 365 في أوائل عام 2021، يستخدم مايكروسوفت خوارزميات لاكتشاف ومنع محاولات التصيد تلقائيًا باستخدام مايكروسوفت فورم. أيضًا، تنصح مايكروسوفت مستخدمي فورمز بعدم إرسال معلومات شخصية، مثل كلمات المرور، في نموذج أو استطلاع، وأيضًا وضع إرشادات مماثلة أسفل الزر "إرسال" في كل نموذج أُنشئً باستخدام النماذج، لتحذير المستخدمين من إعطاء كلمة المرور الخاصة بهم.